# Peugeot 3008
Peugeot 3008 – samochód osobowy typu crossover, a następnie SUV klasy kompaktowej produkowany pod francuską marką Peugeot od 2009 roku. Od 2023 roku produkowana jest trzecia generacja samochodu.

## Pierwsza generacja

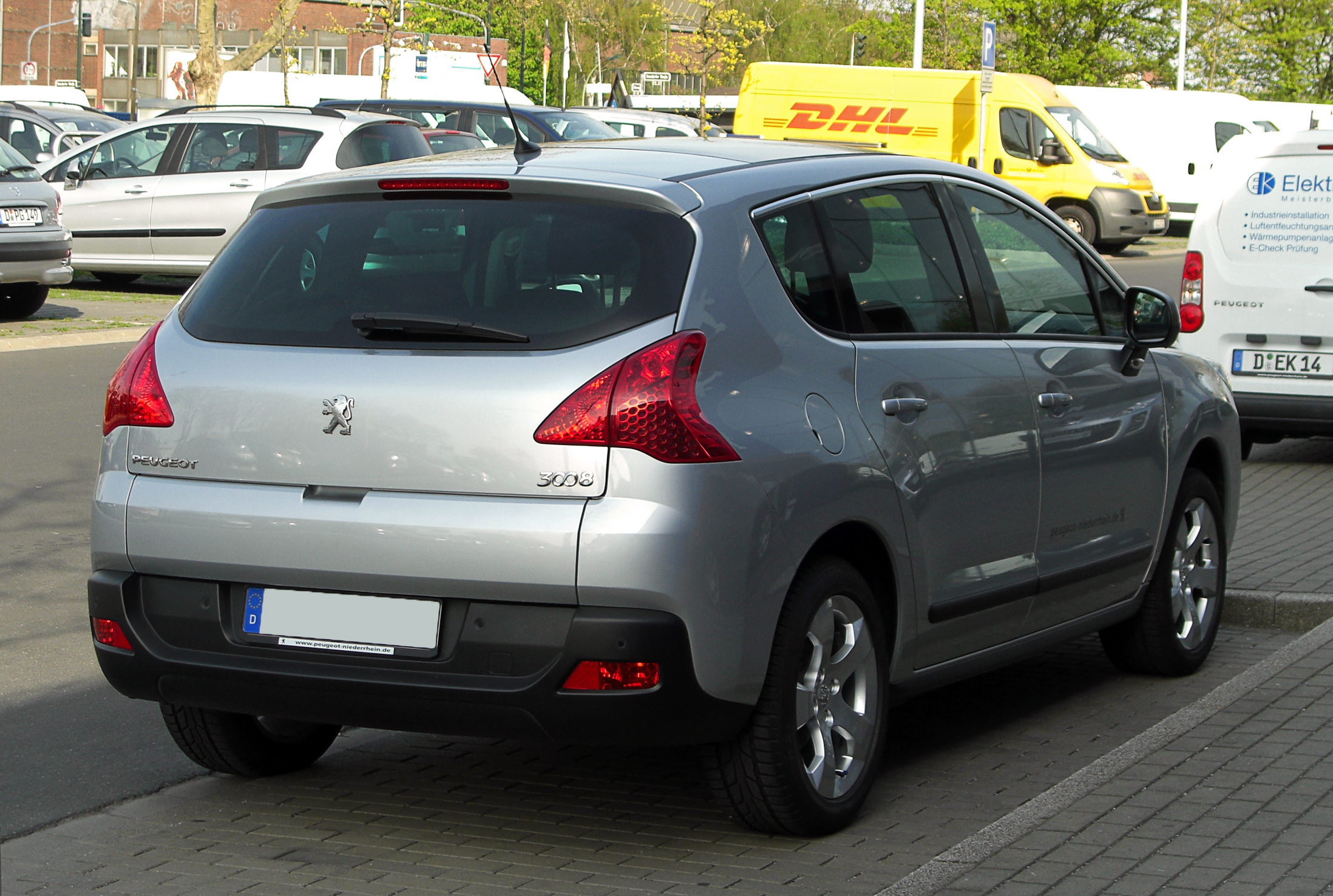
Peugeot 3008 I - tył

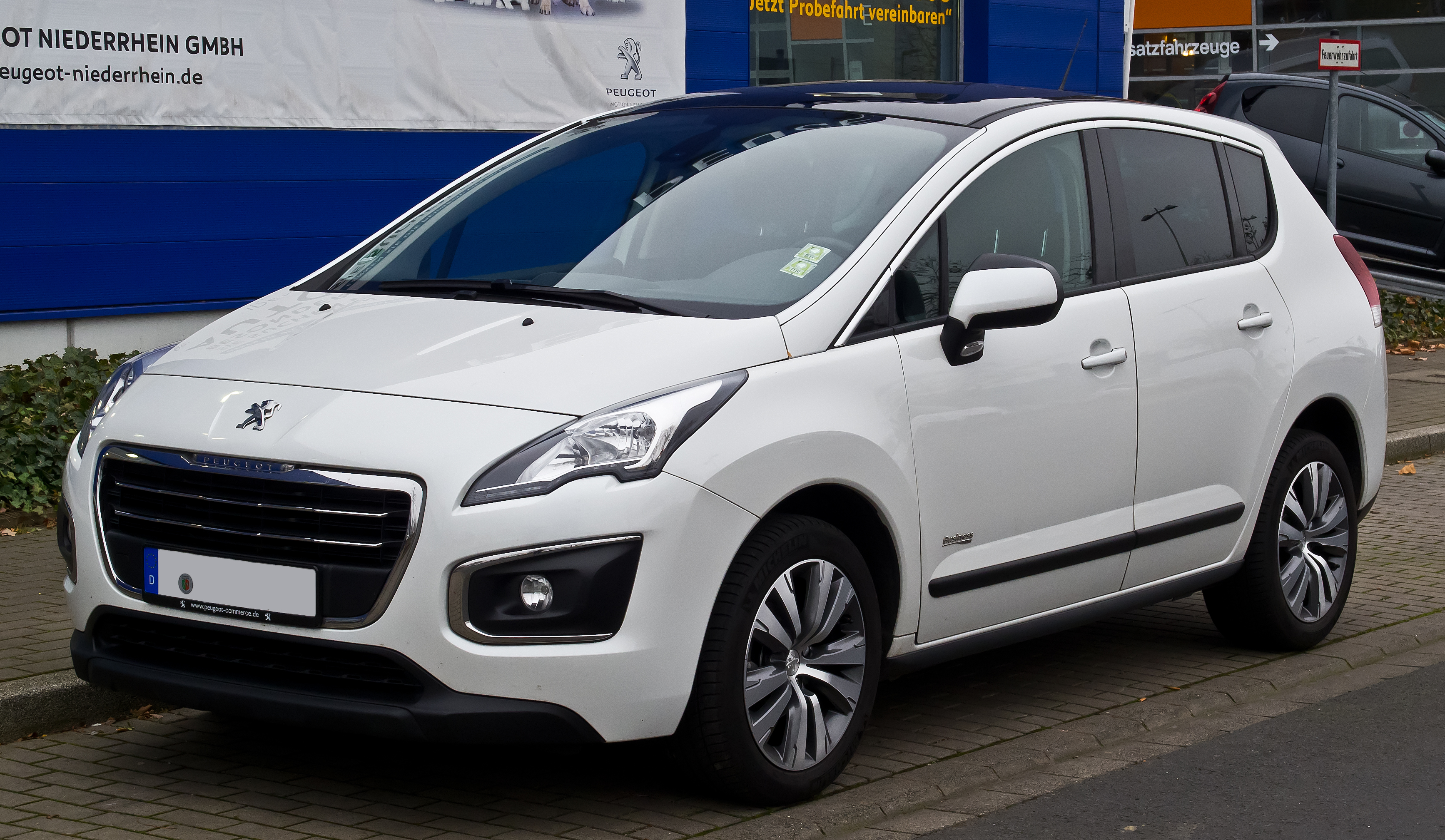
Peugeot 3008 I po liftingu

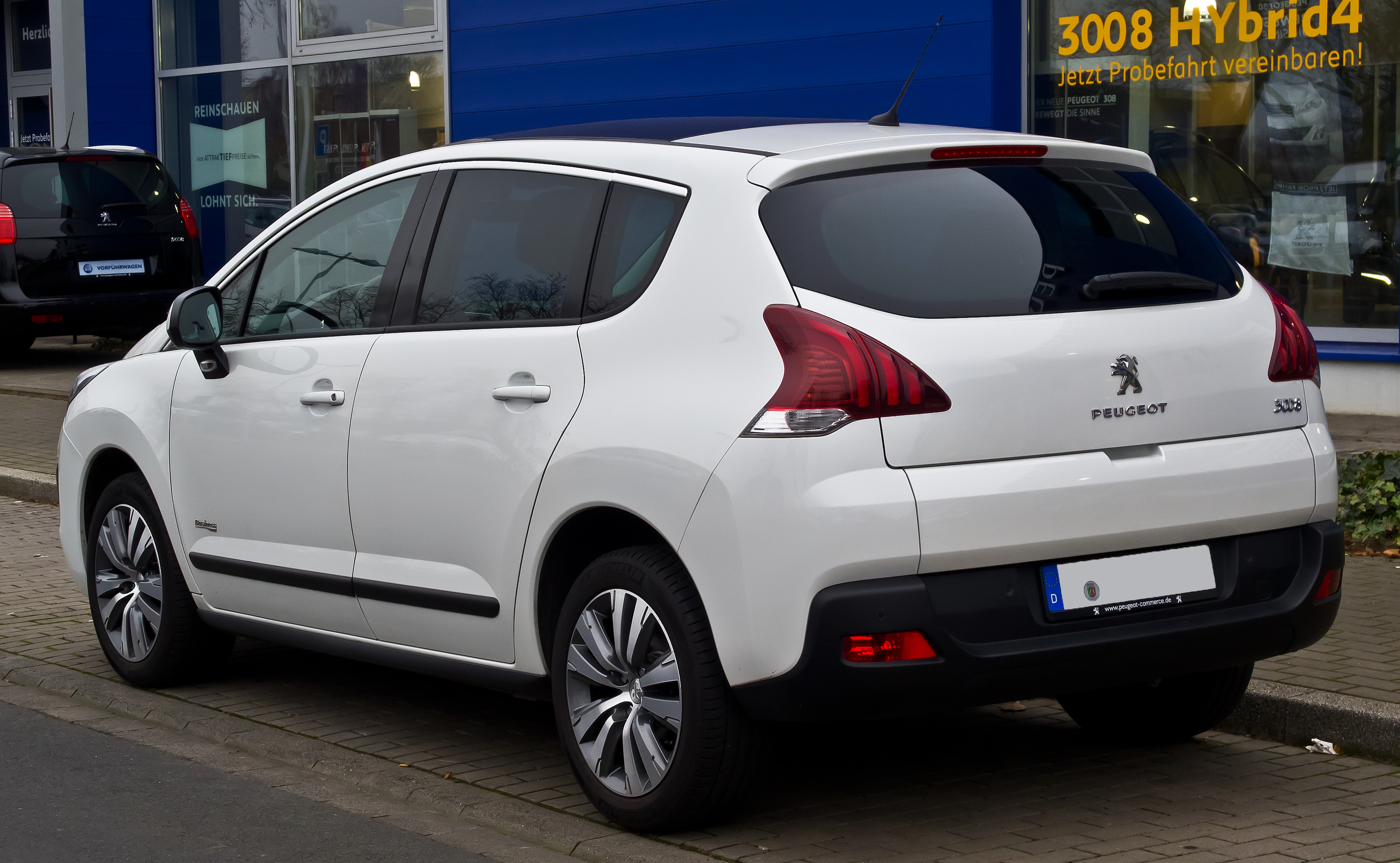
Peugeot 3008 I - tył po liftingu

Peugeot 3008 I został zaprezentowany po raz pierwszy w 2009 roku.
Pierwsza generacja modelu 3008 będąca kompaktowym crossoverem czerpiącym niektóre cechy także z kompaktowego minivana była pierwszym takim samochodem w gamie Peugeota. Prototyp Peugeot Prologue Concept, który zapowiedział debiut nowego modelu francuskiej marki zaprezentowano na Paris Motor Show w 2008 roku, natomiast wersję seryjną, niewiele różniącą się od konceptu na Międzynarodowym Salonie Samochodowym w Genewie 2009. Sprzedaż rozpoczęła się w maju 2009.
3008 odznaczało się wysokim stopniem przeszklenia nadwozia. Szyba przednia ma 1,7 m² powierzchni, a opcjonalny szklany dach 1,6 m². Pod względem praktyczności pierwsze wcielenie kompaktowego crossovera Peugeota wyróżniało się na tle konkurentów – schowki mają blisko 50 litrów pojemności, zaś bagażnik 512 litrów (1604 l ze złożonymi siedzeniami). Deska rozdzielcza w momencie debiutu wywołała zainteresowanie z powodu swojego futurystycznego kształtu, gdzie wielu dopatrywało się inspiracji pozycją lotniczą. Peugeot oferował w tym modelu m.in. system ostrzegający o zbliżających się pojazdach i head up display, czyli przezroczysty wyświetlacz, podający podstawowe parametry jazdy.
W 2011 roku ukazała się odmiana z napędem hybrydowym (HYbrid4 Technology). W tej wersji umieszczony z przodu silnik 2.0 HDi o mocy maksymalnej 163 KM będzie napędzał koła przednie, zaś elektryczny o mocy 37 KM znajdzie się pod bagażnikiem i w razie potrzeby będzie napędzał tylne koła. Między oboma silnikami nie będzie żadnego mechanicznego połączenia. Moment napędowy przenoszony na koła przednie wyniesie 300 Nm, zaś na tylne 200 Nm. Dzięki temu w cyklu mieszanym ten Peugeot ma spalać 4,1 litra paliwa na 100 km, emitując 109 g CO2 na każdy kilometr.
Jesienią 2012 roku na wystawie Guangzhou Auto w Chinach przedstawiono chińską odmianę Peugeota 3008, który przeszedł dość radykalną zmianę w wyglądzie w stosunku do odmiany europejskiej i został dostosowany modyfikacjami do gustów chińskiego klienta przy sporym udziale chińskiego oddziału koncernu PSA. W chińskiej ofercie modelu pojawiły się benzynowe silniki 1,6 l THP (163 KM) oraz 2,0 l (147 KM). Oba współpracują wyłącznie z sześciostopniową, automatyczną skrzynią biegów i spełniają – zaledwie – normę emisji spalin Euro4.
W końcu sierpnia 2013 roku Francuzi zaprezentowali odświeżoną odmianę modelu 3008 i 3008 Hybrid4 – oba auta poddane zostały liftingowi. Zmieniono m.in. kształt pasa przedniego – inne są osłona chłodnicy, reflektory i wzory aluminiowych felg. We wnętrzu zastosowano nowe wzory tapicerek i ozdobne, wykończeniowe listwy metalowe.
W ostatnim roku modelowym produkcji pierwsza generacja 3008 otrzymała nowy silnik benzynowy – 3-cylindrowy PureTech o pojemności 1,2 l i mocy 130 KM. Auto z tym silnikiem do setki rozpędza się w 11,7 s, a jego prędkość maksymalna wynosi 199 km/h.
Mimo prezentacji drugiego wcielenia w 2016 roku, produkcja pierwszej generacji 3008 nadal trwa w Chinach, gdzie jest ona oferowana równolegle z drugą generacją.

## Druga generacja

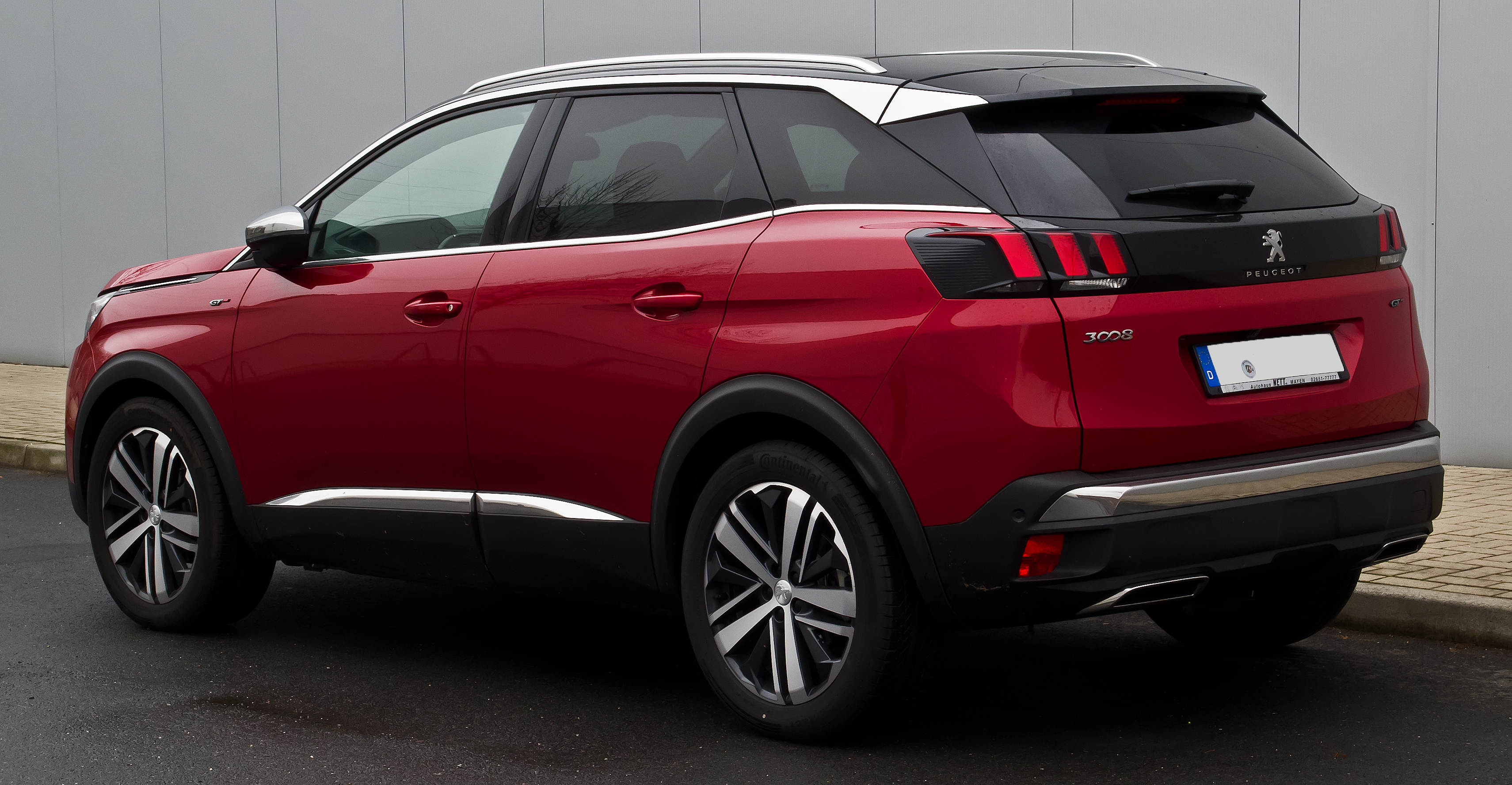
Peugeot 3008 II - tył

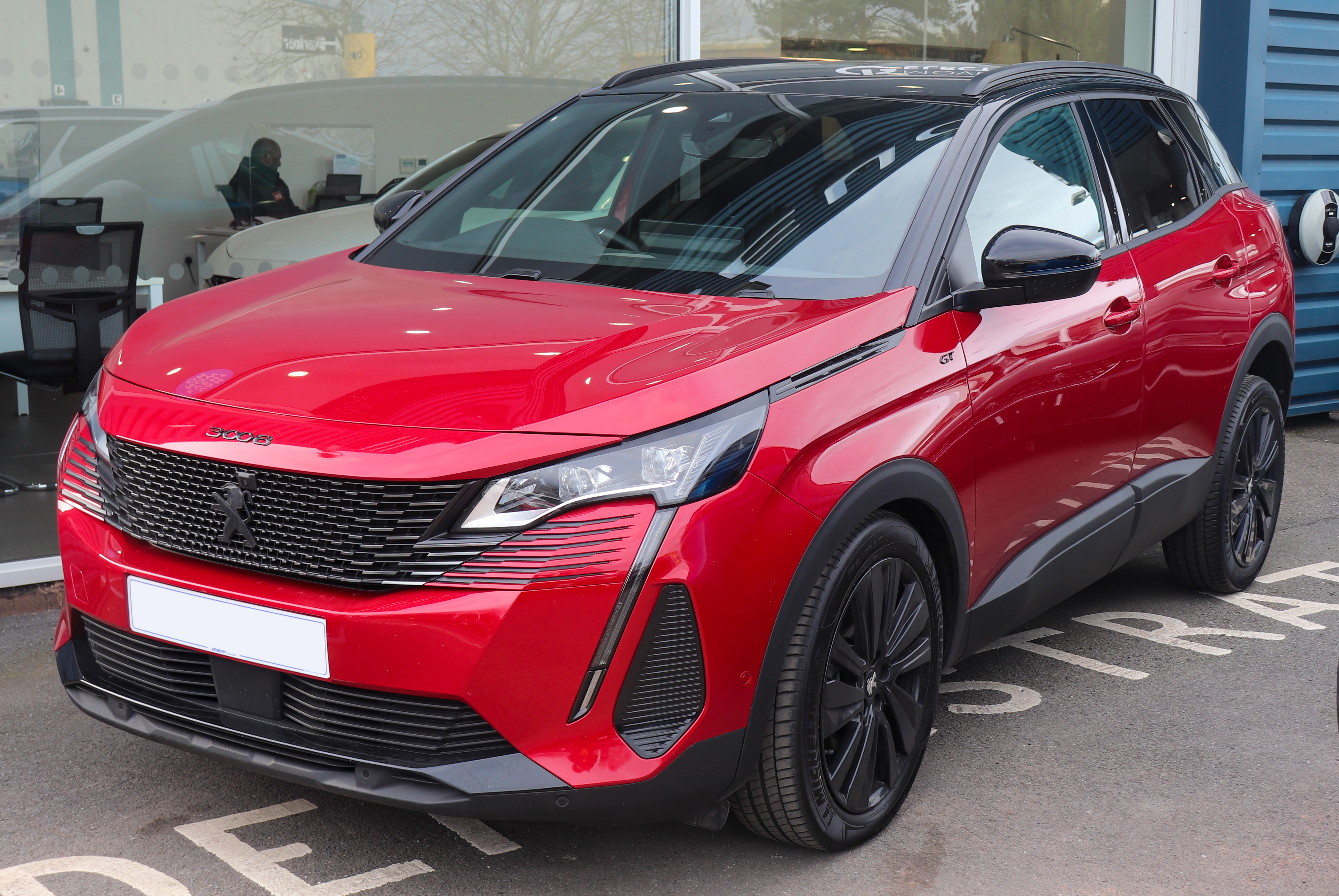
Peugeot 3008 II po liftingu

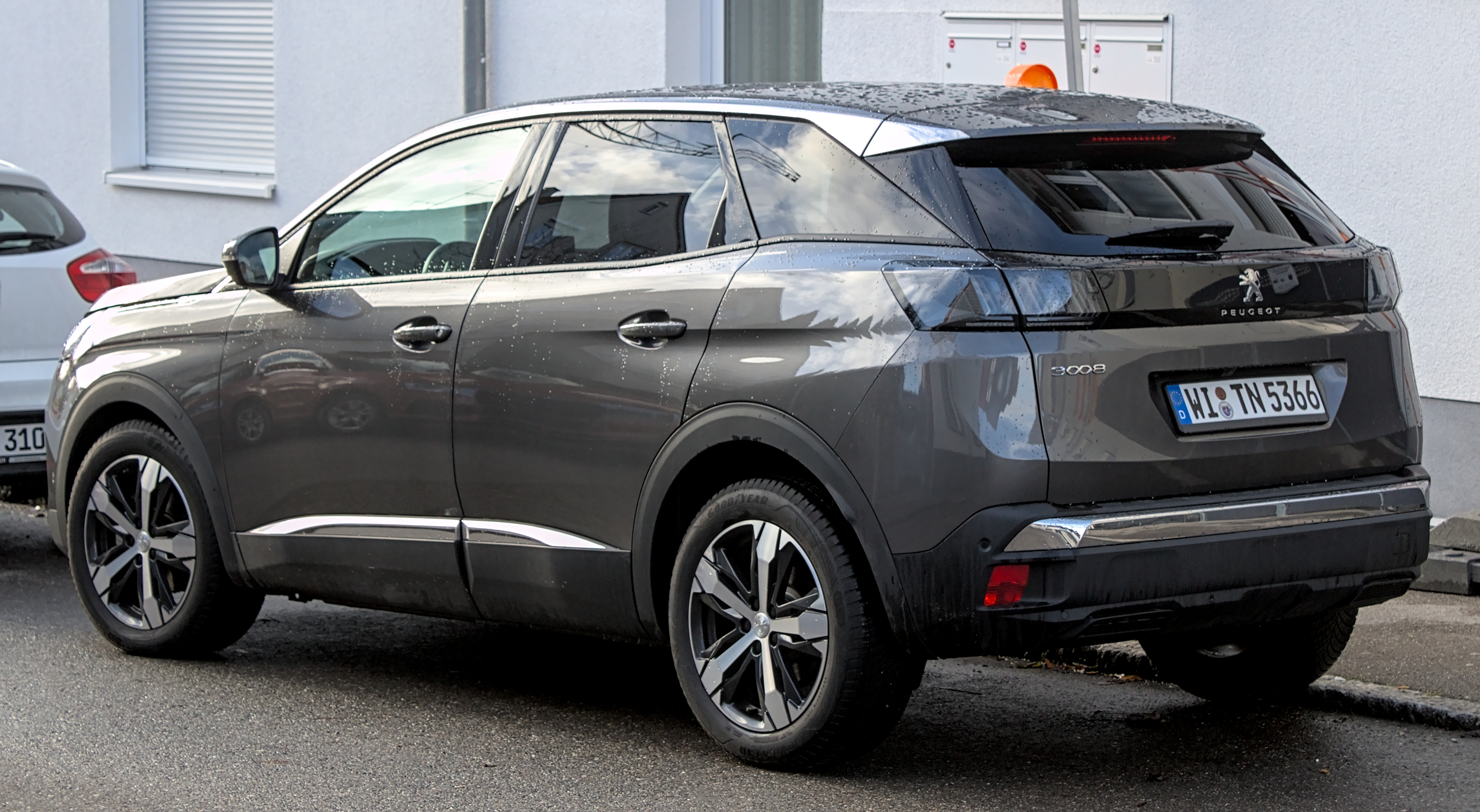
Peugeot 3008 II - tył po liftingu

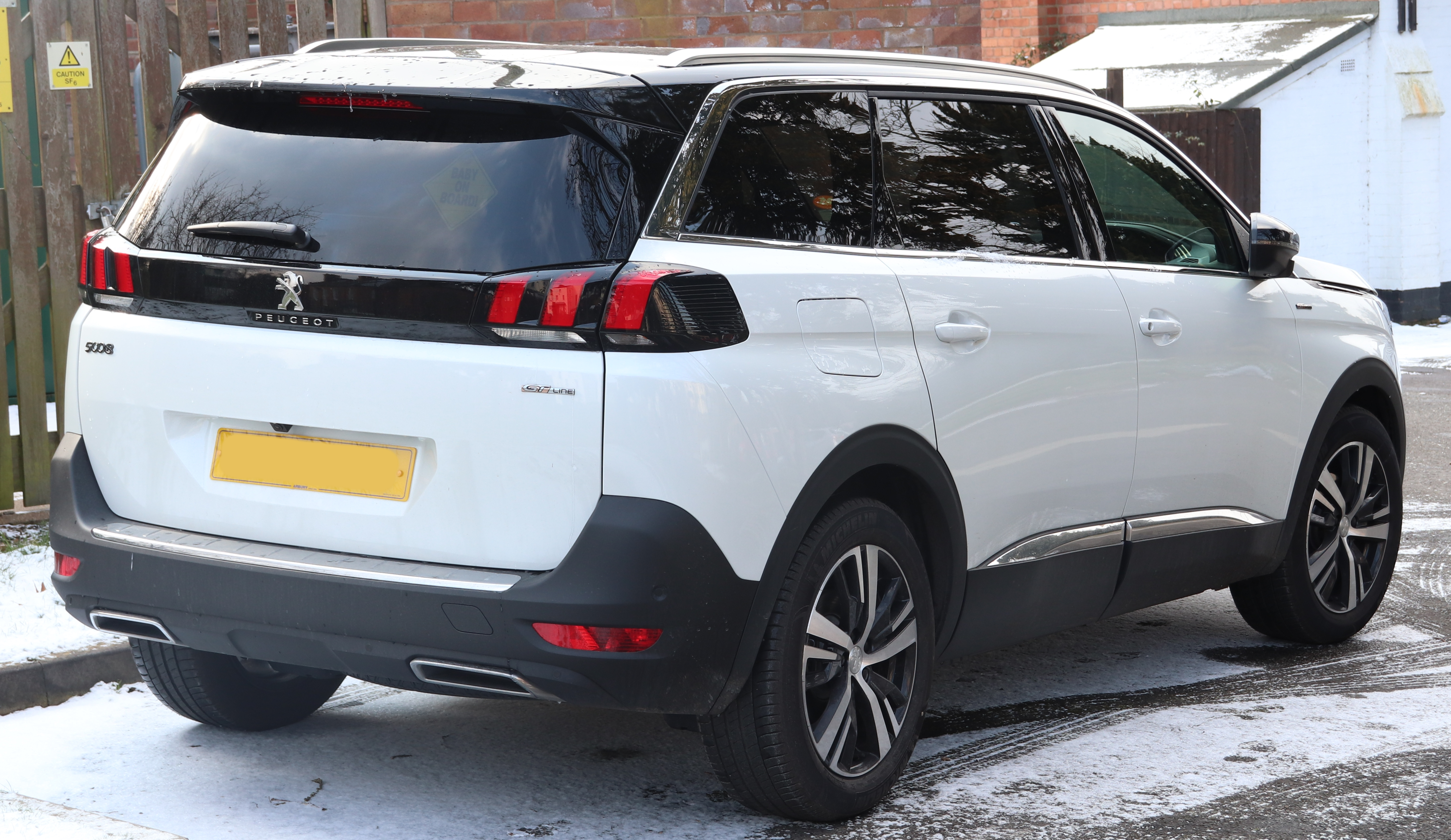
Peugeot 5008

Peugeot 3008 II został zaprezentowany po raz pierwszy w 2016 roku.
Oficjalne zdjęcia drugiego wcielenia modelu 3008 zostały zaprezentowane 23 maja 2016 roku na 5 miesięcy przed światową premierą na Paris Motor Show. Samochód nabrał tym razem charakteru stricte związanego z cechami kompaktowego crossovera odstępując od nawiązań do minivana znanych z poprzedniej generacji - auto ma dużo mniejszą powierzchnię szyb, jest także niższe i krótsze względem poprzednika. Samochód trafił oficjalnie do sprzedaży na przełomie października i listopada 2016.
Wygląd drugiej generacji 3008 czerpie z nowego języka stylistycznego marki, gdzie dominują małe, ale agresywnie stylizowane reflektory oraz duża atrapa chłodnicy w kształcie trapezu, którą ponownie zdobi logo Peugeota. Tył samochodu odznacza się tylnymi światłami, które tworzą jeden pas. Ponownie znakiem rozpoznawczym 3008 jest futurystyczne wnętrze, które  zostało ochrzczone przez producenta mianem i-cockpit i wyróżnia się takimi rozwiązaniami, jak spłaszczona u góry i u dołu kierownica, osadzone nad kierownicą zegary, a także przełączniki na konsoli środkowej nawiązujące do tradycji lotniczych. Konsolę środkową wieńczy ekran służący kontroli systemu multimedialnego, nawigacji satelitarnej, radia oraz klimatyzacji.
Podobnie, jak poprzednia generacja także i obecne wcielenie 3008 jest blisko spokrewnione z także odświeżonym modelem 5008, który tym razem pozycjonowany jest w gamie jako crossover o segment większy. Auto zbudowano na modułowej, przednionapędowej platformie EMP2, znanej m.in. z kompaktowego Peugeota 308 (z tego względu model nie występuje z napędem 4×4).
3008 drugiej generacji zastąpiło w gamie nie tylko poprzednie wcielenie, ale także innego kompaktowego crossovera 4008 będącego bliźniaczą odmianą Mitsubishi ASX, którego sprzedaż okazała się bardzo niska, a jego rola w gamie - zbędna. Nazwa ta jednak jest ponownie w użyciu w Chinach dla nowego 3008 z racji odróżnienia od wciąż produkowanej tam pierwszej generacji 3008.
6 marca 2017 roku Peugeot 3008 drugiej generacji zdobył tytuł Samochodu Roku 2017.

## Trzecia generacja

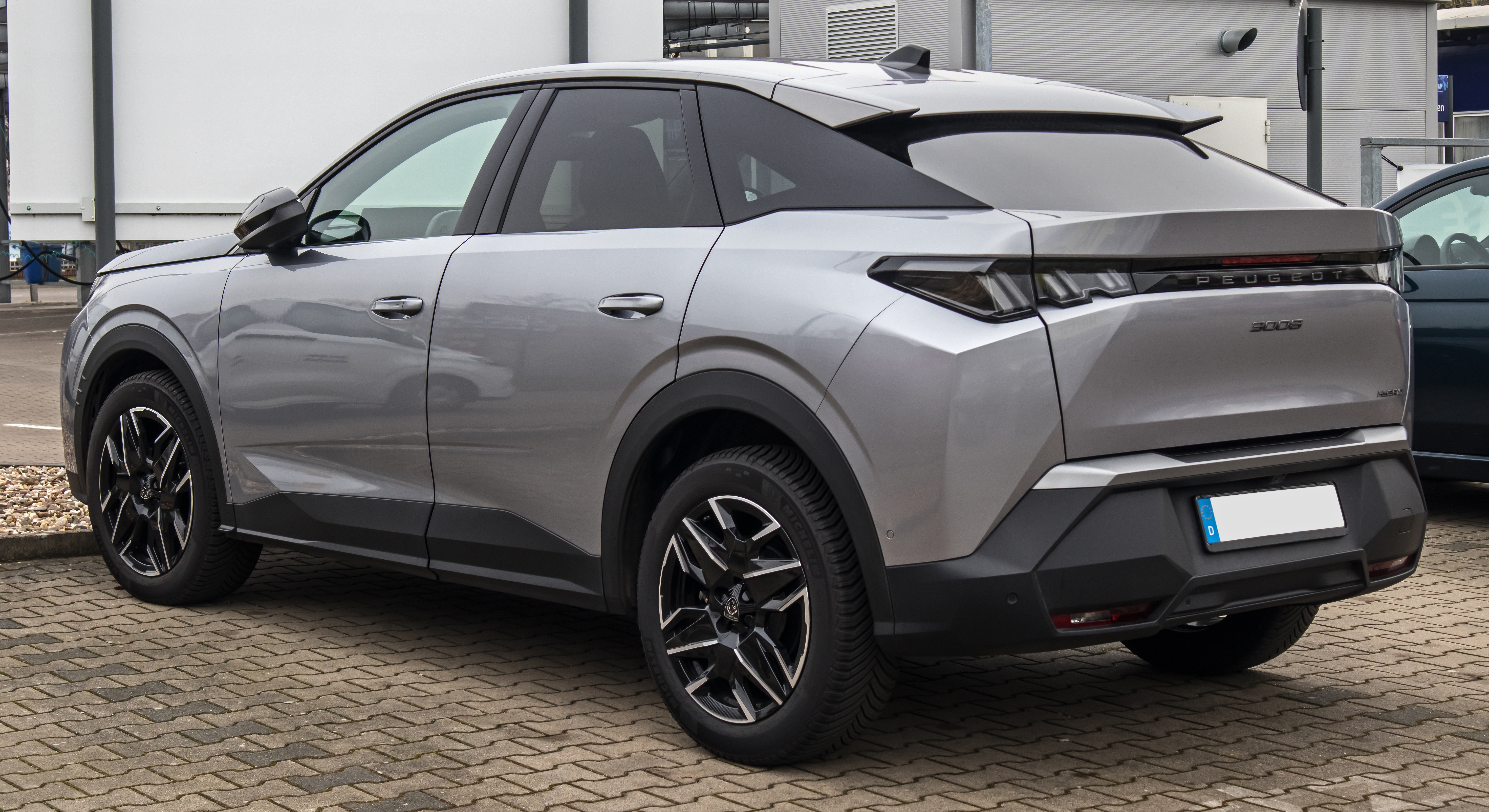
Peugeot 3008 III - tył

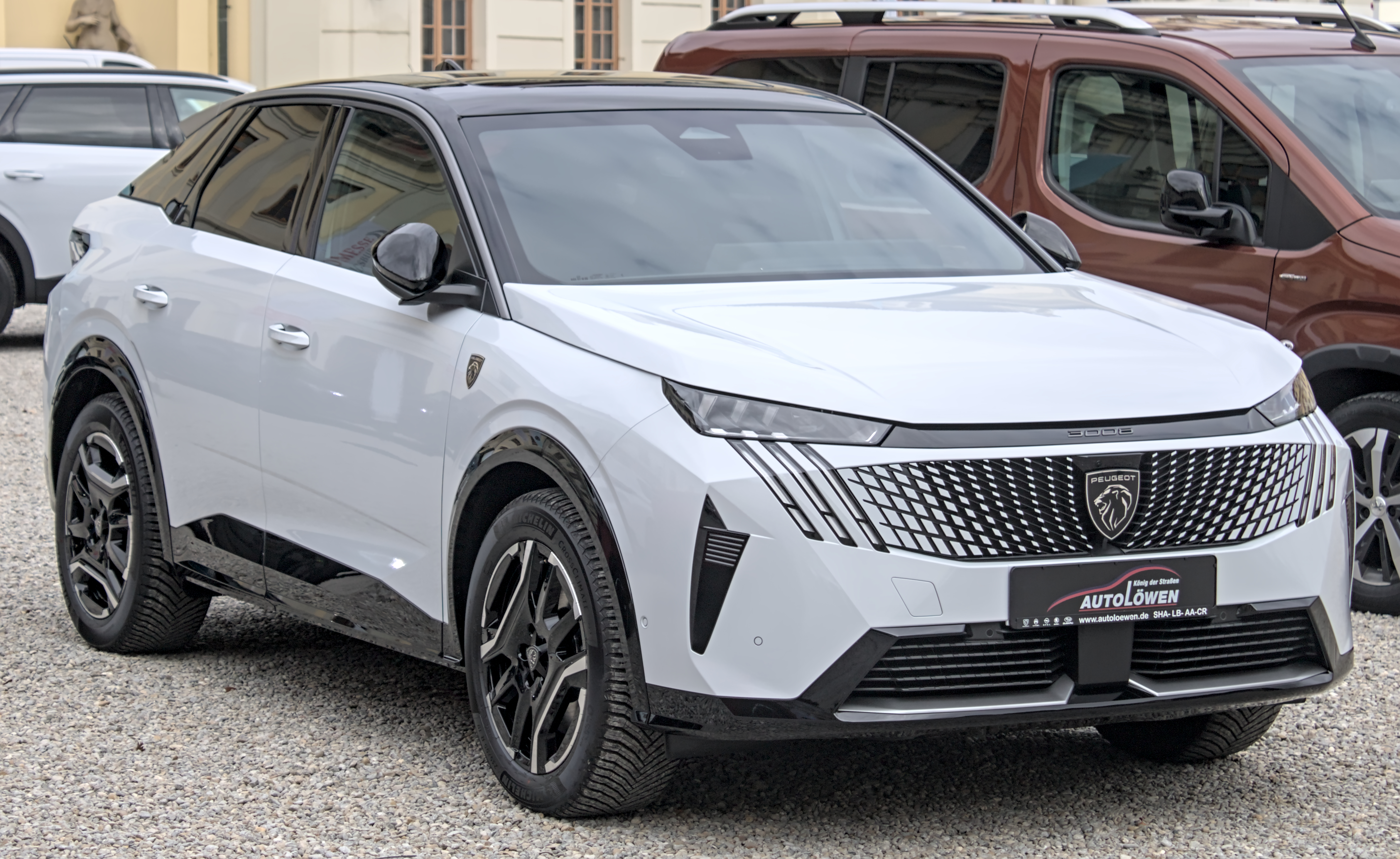
Peugeot e-3008

Peugeot 3008 III został zaprezentowany po raz pierwszy w 2023 roku. 
Samochód został oparty na platformie STLA Medium. Po raz pierwszy w historii samochód jest dostępny także w odmianie elektrycznej. Nowy model przyjął cechy SUV-a Coupe. Znalazł się także wśród siedmiu finalistów Car of the Year 2024. Sprzedaż wersji elektrycznej oraz hybrydowej rozpoczęła się w II kwartale 2024 roku.